# Стонвуд (Западна Вирџинија)
Стонвуд (енгл. Stonewood) град је у америчкој савезној држави Западна Вирџинија.

## Демографија
По попису из 2010. године број становника је 1.806, што је 9 (-0,5%) становника мање него 2000. године.
| Група             | 2000.         | 2010.         |
| Белци             | 1.760 (97,0%) | 1.702 (94,2%) |
| Афроамериканци    | 29 (1,6%)     | 33 (1,8%)     |
| Азијати           | 1 (0,1%)      | 6 (0,3%)      |
| Хиспаноамериканци | 15 (0,8%)     | 34 (1,9%)     |
| Укупно            | 1.815         | 1.806         |